# Mali Ierciîkî, Skvîra
Mali Ierciîkî (în ucraineană Малі Єрчики) este o comună în raionul Skvîra, regiunea Kiev, Ucraina, formată numai din satul de reședință.

## Demografie
Componența lingvistică a comunei Mali Ierciîkî
     Ucraineană (97,64%)
     Rusă (1,5%)
     Alte limbi (0,64%)
Conform recensământului din 2001, majoritatea populației comunei Mali Ierciîkî era vorbitoare de ucraineană (97,64%), existând în minoritate și vorbitori de rusă (1,5%).